# Gabriela Sevilla Blanco
Gabriela de La Paz Sevilla Blanco (n. 1960) es una política mexicana militante del Partido Acción Nacional. Es licenciada en Derecho y Comercio Internacional por la Universidad Multitécnica Profesional. 
De 2003 a 2006 fue Síndica Municipal del Ayuntamiento de Manzanillo, y de 2009 a 2012 regidora del mismo ayuntamiento. Ha sido diputada local por el distrito XII en la LV Legislatura (2006-2009), donde fue Secretaria de la Comisión de Atención al Migrante, Derechos Humanos, Promoción de Equidad y Género; Secretaria de la Comisión de Gobernación y Poderes; y Secretaria de la Comisión de Vigilancia de la Contaduría Mayor de Hacienda; Asimismo, fue diputada local por el distrito XIII en la LVIII Legislatura (2015-2018), siendo presidenta de la Comisión de Estudios Legislativos y Puntos Constitucionales. Además, de 2014 a 2015 fue Directora de mantenimiento de Bienes Muebles e Inmuebles en el Senado de México.